# Microtatorchis smithii
Microtatorchis smithii är en orkidéart som beskrevs av Paul J. Kores. Microtatorchis smithii ingår i släktet Microtatorchis och familjen orkidéer. Inga underarter finns listade i Catalogue of Life.